# Henry de Montherlant

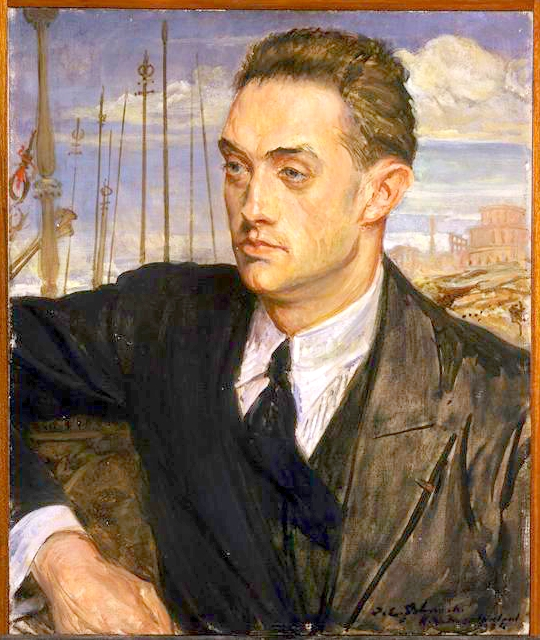
Henry de Montherlant (1922), Gemälde von Jacques-Émile Blanche

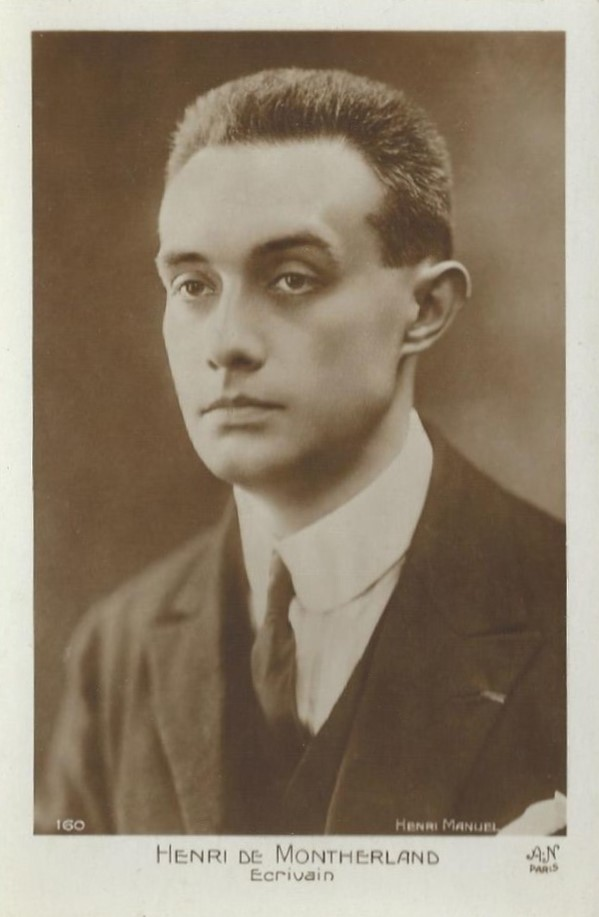
Henry de Montherlant (um 1925/30)

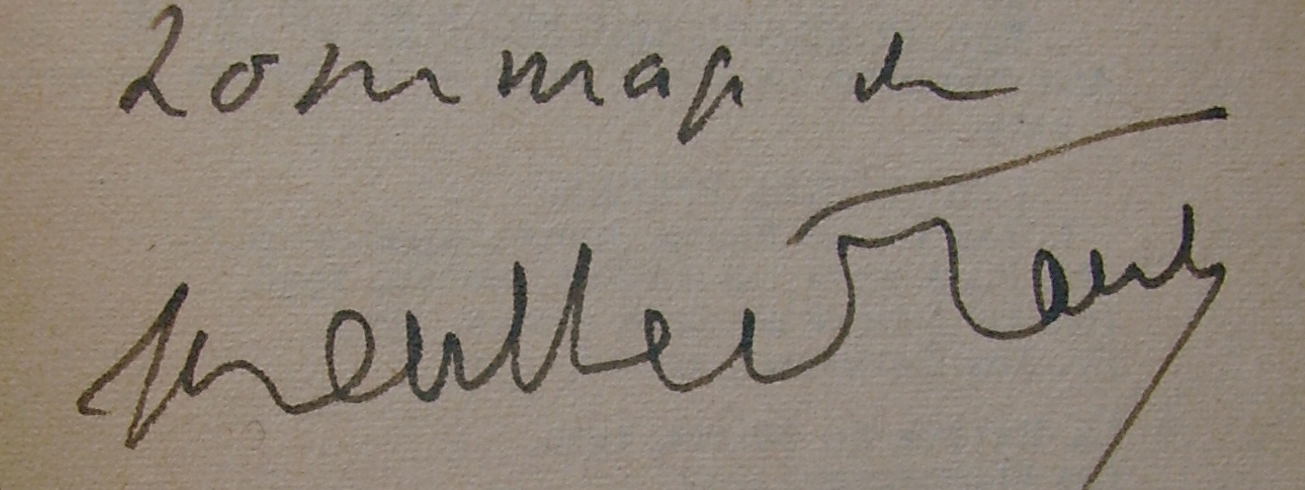
Unterschrift von Henry de Montherlant

Henry de Montherlant (* 20. April 1895 in Paris; † 21. September 1972 ebenda) war ein französischer Schriftsteller, Dramatiker und Essayist.

## Leben
Henry Marie Joseph Frédéric Expedite Millon de Montherlant wurde in eine wohlhabende, katholisch-royalistische Familie hineingeboren, in der er nur zu Mutter und Großmutter ein inniges Verhältnis entwickelte. Die Adelsfamilie stammte aus der Picardie und hatte seit Generationen hohe militärische Posten inne. Er hatte Hauslehrer und besuchte dann verschiedene Schulen, zuletzt ab Januar 1911 das katholische Collège Sainte-Croix in Neuilly. Diese Schule musste er im März 1912 wegen einer intimen Freundschaft mit einem jüngeren Schüler kurz vor dem Abitur verlassen. Bei Kriegsausbruch 1914 meldete er sich als Freiwilliger zur Armee und wurde schwer verwundet. Den Ersten Weltkrieg verarbeitete er in der autobiografischen Erzählung Traum und dem Lied Chant funèbre pour les morts de Verdun („Totengesang für die Gefallenen von Verdun“). Beide Werke würdigen den Heroismus im Ersten Weltkrieg.
Erste literarische Versuche unternahm Montherlant schon als Zehnjähriger, teils zusammen mit seinem Jugendfreund Jacques-Napoléon Faure-Biguet. Nach dem Krieg wandte er sich endgültig dem Schriftstellerberuf zu. Seine Themen waren zunächst Jugend, Krieg und Stierkampf. Von 1920 bis 1924 war er Generalsekretär des Soldatenfriedhofes von Douaumont. Ab 1925 lebte er auf Reisen in Spanien und Nordafrika, um in den dreißiger Jahren wieder nach Paris zurückzukehren. Er hatte seinen größten Erfolg mit der Romantetralogie Les jeunes filles (dt. Titel: Erbarmen mit den Frauen) (1936–1939). Im Jahr 1940 war er als Kriegskorrespondent für die Zeitschrift Marianne und von 1942 bis 1945 beim Internationalen Komitee vom Roten Kreuz tätig. Während der Besatzungszeit war er weder Kollaborateur der Deutschen noch expliziter Anhänger der Résistance.
Nach dem Krieg wandte er sich dem Theater zu. Im Jahr 1960 wurde Montherlant in die Académie française gewählt. Seine Gesundheit begann sich zu verschlechtern; er nahm nun nach einer Pause von mehr als zwanzig Jahren die Arbeit an Romanen wieder auf und veröffentlichte unter anderem La rose de sable und Les garçons, die auf jahrzehntealte Vorarbeiten zurückgehen.
Montherlant starb 1972 im Alter von 77 Jahren in seiner Wohnung in Paris, 25 Quai Voltaire, durch Suizid, indem er eine Zyankali-Kapsel zerbiss und sich gleichzeitig in den Kopf schoss. Seinem Freund Jean-Claude Barat hinterließ er einen Zettel mit den Worten Je deviens aveugle. Je me tue („Ich werde blind. Ich töte mich“). In seinem Abschiedsbrief zitierte er Ernst Jünger. Der Brief gelangte in den Besitz des deutschen Schriftstellers, der ihn öfter herzeigte.

## Hintergrund seines Werkes
Zu den prägenden Einflüssen seiner Jugend gehörten, neben seiner Familie, Sport, Literatur und Stierkampf. In seinen Anfangswerken sind Ich-Kult, Männlichkeit und der Kampf ums Dasein von ihm idealisierte Themen. Montherlant war vor allem von D’Annunzio, Nietzsche und Barrès beeinflusst. Erst später setzte er sich mit den Geschehnissen und der Gesellschaft seiner Zeit kritisch auseinander. Seine Stilsicherheit und seine treffsicheren psychologischen Charakterskizzen brachten ihm schon früh den Ruf eines Klassikers ein.
Montherlant war bekannt für antifeministische und frauenfeindliche Ansichten, die Simone de Beauvoir in einem Kapitel von Das andere Geschlecht behandelte.

## Werke (Auswahl)
- La Relève du matin (1920) (dt. Die Morgenablösung)
- Encore un instant de bonheur (1934), Gedichte
- Les Bestiaires 1926 dt. (Die) Tiermenschen Insel, Leipzig 1929 u. ö., zuletzt 1998
- Le Songe (1922) (dt. Der Traum 1922)
- Les Olympiques 1924
- Service inutile (dt. Nutzloses Dienen. Edition Antaios, 2011, ISBN 978-3-935063-99-9)
- Les Célibataires (1934) (dt. Die Junggesellen), Roman
- Pitié pour les femmes 1936, dt. als ganze Tetralogie 1957. Übers. Ernst Sander (zuletzt im Ganzen dt. 1976):
  1. Les jeunes filles 1936 dt. Die jungen Mädchen, erstmals 1936 (2. Aufl. undatiert, lt. DNB 1936 & 1937, nur hier: Übers. Paul Amann; spätere Übers. Sander; einzeln zuletzt 1980)
  2. Titel wie die gesamte Tetralogie, dt. Erbarmen mit den Frauen, einzeln zuerst 1962 dtv
  3. Le Démon du bien 1937, dt. Der Dämon des Guten, einzeln zuerst 1963 dtv
  4. Les lépreuses 1939, dt. Die Aussätzigen, einzeln 1963/1986
- Histoire d’amour de la rose de sable (1932) (dt. Blüte im Sand, 1964)
- Le Solstice de juin 1941 (Juni-Sonnenwende, Essays. Nicht übersetzt. Interpret. und Kernzitat siehe H. Hofer, Lit.)
- La Paix dans la Guerre, 1941
- Carnets, Années 1930 à 1944 (dt. Tagebücher, 1957)
- Un Assassin est mon maître (dt. Ein Mörder ist mein Herr und Meister 1971), Roman
- La Reine morte 1942 (dt. Die tote Königin, 1948), Theaterstück
- Le Maitre de Santiago 1947 (dt. Der Ordensmeister 1948), Theaterstück
- La Ville dont le Prince est un enfant 1951 (dt. Die Stadt, deren König ein Kind ist), Theaterstück
- Le Cardinal d’Espagne 1960 (dt. Der Kardinal von Spanien, 1960)
- Le Chaos et la Nuit, Roman. Éditions Gallimard, Paris 1963
  - deutsch von Karl August Horst: Das Chaos und die Nacht, Roman. Kiepenheuer & Witsch, Köln 1964; Deutscher Taschenbuch Verlag, München 1966.
- Les Garçons 1967, dt. Die Knaben, 1974, zuletzt 2009, Roman
- La Rose de sable 1968, dt. Die Wüstenrose, 1977
- Moustique (Fragment, 1929), erschienen postum 1986, dt. Moustique, 1990, Erzählung

## Verfilmungen
- Der Kardinal von Spanien. Fernsehfilm (ZDF) 1965. Regie: August Everding; Darsteller: Paul Verhoeven, Maria Becker
- Les jeunes filles (dt. Die Liebschaften des Herrn Costals). 1977
- La ville dont le prince est un enfant (dt. Die Stadt, deren König ein Kind ist). Fernsehfilm (La sept/Arte) 1997. Regie und Darsteller des Abbé de Pradts: Christophe Malavoy.[6]